# Хауземерн
Хауземерн (њем. Haussömmern) општина је у њемачкој савезној држави Тирингија. Једно је од 47 општинских средишта округа Унструт-Хајних. Према процјени из 2010. у општини је живјело 242 становника. Посједује регионалну шифру (AGS) 16064021.

## Географски и демографски подаци
Хауземерн се налази у савезној држави Тирингија у округу Унструт-Хајних. Општина се налази на надморској висини од 260 метара. Површина општине износи 6,4 km². У самом мјесту је, према процјени из 2010. године, живјело 242 становника. Просјечна густина становништва износи 38 становника/km².